# Италия на зимних Олимпийских играх 2014
Италия принимала участие в зимних Олимпийских играх 2014 года, которые проходили в Сочи, Россия с 7 по 23 февраля. Знаменосцем сборной Италии был знаменитый саночник двукратный олимпийский чемпион Армин Цоггелер.

## Награды

### Серебро
| Серебро |                    |                                               |
| №       | Спортсмены         | Вид спорта (дисциплина)                       |
| 1       | Кристоф Иннерхофер | Горнолыжный спорт (мужчины, скоростной спуск) |
| 2       | Арианна Фонтана    | Шорт-трек (женщины, 500 метров)               |

### Бронза
| Бронза |                    | |
| №      | Спортсмены         | Вид спорта (дисциплина)                                                                                                |
| 1      | Армин Цоггелер     | Санный спорт (мужчины, одиночки)                                                                                       |
| 2      | Кристоф Иннерхофер | Горнолыжный спорт (мужчины, суперкомбинация)                                                                           |
| 3      | Каролина Костнер   | (женщины, одиночное катание) (?)[[Category:Википедия:Страницы с ошибками шаблона Спорт\|(женщины, одиночное катание)]] |

## Состав и результаты олимпийской сборной Италии

### Биатлон
Мужчины
| Соревнование         | Спортсмены                                                   | Стрельба          | Время     | Место |
| -------------------- | ------------------------------------------------------------ | ----------------- | --------- | ----- |
| Спринт               | Доминик Виндиш                                               | 1 (1 + 0)         | 25:07,6   | 11    |
| Спринт               | Лукас Хофер                                                  | 1 (0 + 1)         | 25:08,8   | 12    |
| Спринт               | Кристиан Де Лоренци                                          | 2 (1 + 1)         | 26:25,4   | 47    |
| Спринт               | Маркус Виндиш                                                | 2 (1 + 1)         | 28:14,4   | 81    |
| Гонка преследования  | Лукас Хофер                                                  | 2 (1 + 0 + 1 + 1) | 34:53,1   | 17    |
| Гонка преследования  | Доминик Виндиш                                               | 4 (1 + 0 + 2 + 1) | 35:40,0   | 25    |
| Гонка преследования  | Кристиан Де Лоренци                                          | 2 (1 + 1 + 0 + 0) | 36:58,2   | 42    |
| Индивидуальная гонка | Лукас Хофер                                                  | 2 (0 + 1 + 0 + 1) | 51:34,6   | 14    |
| Индивидуальная гонка | Доминик Виндиш                                               | 6 (1 + 1 + 1 + 3) | 56:31,4   | 65    |
| Индивидуальная гонка | Кристиан Де Лоренци                                          | 2 (1 + 0 + 0 + 1) | 53:13,1   | 31    |
| Индивидуальная гонка | Маркус Виндиш                                                | 4 (0 + 2 + 1 + 1) | 57:18,5   | 71    |
| Масс-старт           | Лукас Хофер                                                  | 4 (2 + 2 + 0 + –) | –         | DNF   |
| Масс-старт           | Доминик Виндиш                                               | 5 (1 + 1 + 3 + 0) | 45:28,4   | 25    |
| Эстафета             | Кристиан Де Лоренци Доминик Виндиш Маркус Виндиш Лукас Хофер | 0 (0 + 11)        | 1:13:15,5 | 5     |

Женщины
| Соревнование         | Спортсмены                                               | Стрельба          | Время     | Место |
| -------------------- | -------------------------------------------------------- | ----------------- | --------- | ----- |
| Спринт               | Карин Оберхофер                                          | 0 (0 + 0)         | 21:34,7   | 4     |
| Спринт               | Доротея Вирер                                            | 0 (0 + 0)         | 21:37,4   | 6     |
| Спринт               | Микела Понца                                             | 0 (0 + 0)         | 22:47,0   | 38    |
| Спринт               | Николь Гонтье                                            | 4 (1 + 3)         | 23:26,3   | 54    |
| Гонка преследования  | Карин Оберхофер                                          | 1 (0 + 0 + 1 + 0) | 30:37,8   | 8     |
| Гонка преследования  | Доротея Вирер                                            | 2 (0 + 0 + 2 + 0) | 31:03,2   | 17    |
| Гонка преследования  | Микела Понца                                             | 3 (1 + 1 + 0 + 1) | 34:36,4   | 48    |
| Гонка преследования  | Николь Гонтье                                            | 6 (2 + 2 + 0 + 2) | 34:37,5   | 49    |
| Индивидуальная гонка | Карин Оберхофер                                          | 2 (0 + 0 + 0 + 2) | 46:46,6   | 14    |
| Индивидуальная гонка | Алексия Рунггалдиер                                      | 1 (1 + 0 + 0 + 0) | 49:35,6   | 43    |
| Индивидуальная гонка | Николь Гонтье                                            | 4 (0 + 1 + 2 + 1) | 49:51,2   | 45    |
| Индивидуальная гонка | Доротея Вирер                                            | –                 | –         | DNS   |
| Масс-старт           | Карин Оберхофер                                          | 2 (0 + 0 + 1 + 1) | 37:03,6   | 14    |
| Масс-старт           | Доротея Вирер                                            | 3 (1 + 2 + 0 + 0) | 38:37,4   | 26    |
| Эстафета             | Доротея Вирер Николь Гонтье Микела Понца Карин Оберхофер | 1 (1 + 9)         | 1:11:43,3 | 6     |

Смешанная эстафета
| Соревнование       | Спортсмены                                               | Стрельба  | Время     | Место |
| ------------------ | -------------------------------------------------------- | --------- | --------- | ----- |
| Смешанная эстафета | Доротея Вирер Карин Оберхофер Доминик Виндиш Лукас Хофер | 6 (0 + 6) | 1:10:15,2 |       |

### Бобслей
Мужчины
| Соревнование | Спортсмены                                                     | 1 заезд   | 1 заезд | 2 заезд   | 2 заезд | 3 заезд   | 3 заезд | 4 заезд   | 4 заезд | Итоговый результат | Итоговое место |
| Соревнование | Спортсмены                                                     | Результат | Место   | Результат | Место   | Результат | Место   | Результат | Место   | Итоговый результат | Итоговое место |
| ------------ | -------------------------------------------------------------- | --------- | ------- | --------- | ------- | --------- | ------- | --------- | ------- | ------------------ | -------------- |
| Двойки       | Симоне Бертаццо Симоне Фонтана                                 |           |         |           |         |           |         |           |         |                    |                |
| Четвёрки     | Симоне Бертаццо Франческо Коста Симоне Фонтана Вильям Фруллани |           |         |           |         |           |         |           |         |                    |                |

### Горнолыжный спорт
Мужчины
| Соревнование      | Спортсмены          | Скоростной спуск/ 1 спуск | Скоростной спуск/ 1 спуск | Слалом/ 2 спуск | Слалом/ 2 спуск | Всего   | Место |
| Соревнование      | Спортсмены          | Время                     | Место                     | Время           | Место           | Всего   | Место |
| ----------------- | ------------------- | ------------------------- | ------------------------- | --------------- | --------------- | ------- | ----- |
| Скоростной спуск  | Петер Филл          |                           |                           |                 |                 | 2:06,72 | 7     |
| Скоростной спуск  | Вернер Хил          |                           |                           |                 |                 | 2:07,16 | 12    |
| Скоростной спуск  | Кристоф Иннерхофер  |                           |                           |                 |                 | 2:06,29 |       |
| Скоростной спуск  | Доминик Парис       |                           |                           |                 |                 | 2:07,13 | 11    |
| Суперкомбинация   | Петер Филл          | 1:54,98                   | 16                        | DNF             | DNF             | DNF     | DNF   |
| Суперкомбинация   | Кристоф Иннерхофер  | 1:54,30                   | 8                         | 51,37           | =3              | 2:45,67 |       |
| Суперкомбинация   | Доминик Парис       | 1:54,46                   | =10                       | 54,99           | 22              | 2:49,45 | 18    |
| Супергигант       | Петер Филл          |                           |                           |                 |                 | 1:18,85 | 8     |
| Супергигант       | Вернер Хил          |                           |                           |                 |                 | 1:19,74 | =17   |
| Супергигант       | Кристоф Иннерхофер  |                           |                           |                 |                 | DNF     | DNF   |
| Супергигант       | Доминик Парис       |                           |                           |                 |                 | 1:19,70 | 16    |
| Гигантский слалом | Лука де Алипрандини | 1:23,08                   | 19                        | 1:23,83         | 7               | 2:46,91 | 11    |
| Гигантский слалом | Манфред Мёльгг      | 1:22,93                   | 17                        | DNF             | DNF             | DNF     | DNF   |
| Гигантский слалом | Роберто Нани        | 1:22,65                   | 12                        | DNF             | DNF             | DNF     | DNF   |
| Гигантский слалом | Давиде Симончелли   | 1:22,35                   | 3                         | 1:25,00         | 23              | 2:47,35 | 17    |
| Слалом            | Стефано Гросс       | 47,45                     | =3                        | 55,27           | 7               | 1:42,72 | =4    |
| Слалом            | Манфред Мёльгг      | 48,38                     | =12                       | DNF             | DNF             | DNF     | DNF   |
| Слалом            | Джулиано Раццоли    | 48,50                     | 16                        | DNF             | DNF             | DNF     | DNF   |
| Слалом            | Патрик Талер        | DNF                       | DNF                       | DNF             | DNF             | DNF     | DNF   |

Женщины
| Соревнование      | Спортсмены         | Скоростной спуск/ 1 спуск | Скоростной спуск/ 1 спуск | Слалом/ 2 спуск | Слалом/ 2 спуск | Всего   | Место |
| Соревнование      | Спортсмены         | Время                     | Место                     | Время           | Место           | Всего   | Место |
| ----------------- | ------------------ | ------------------------- | ------------------------- | --------------- | --------------- | ------- | ----- |
| Суперкомбинация   | Федерика Бриньоне  | 1:45,68                   | 22                        | 51,94           | 9               | 2:37,62 | 11    |
| Суперкомбинация   | Даниэла Меригетти  | 1:44,64                   | 15                        | DNS             | DNS             | –       | –     |
| Суперкомбинация   | Элена Фанкини      | 1:44,45                   | 14                        | DNS             | DNS             | –       | –     |
| Суперкомбинация   | Франческа Марсалья | 1:43,96                   | 9                         | DNF             | DNF             | DNF     | DNF   |
| Скоростной спуск  | Элена Фанкини      |                           |                           |                 |                 | 1:42,70 | 12    |
| Скоростной спуск  | Надя Фанкини       |                           |                           |                 |                 | 1:43,48 | 22    |
| Скоростной спуск  | Даниэла Меригетти  |                           |                           |                 |                 | 1:41,84 | 4     |
| Скоростной спуск  | Верена Стуффер     |                           |                           |                 |                 | 1:42,75 | 14    |
| Супергигант       | Франческа Марсалья |                           |                           |                 |                 | DNF     | DNF   |
| Супергигант       | Надя Фанкини       |                           |                           |                 |                 | 1:27,20 | 10    |
| Супергигант       | Верена Стуффер     |                           |                           |                 |                 | 1:27,52 | =11   |
| Супергигант       | Даниэла Меригетти  |                           |                           |                 |                 | DNF     | DNF   |
| Гигантский слалом | Федерика Бриньоне  | DNF                       | DNF                       | DNF             | DNF             | DNF     | DNF   |
| Гигантский слалом | Надя Фанкини       | 1:18,53                   | 3                         | 1:18,72         | 7               | 2:37,25 | 4     |
| Гигантский слалом | Дениз Карбон       | 1:19,49                   | 8                         | DNF             | DNF             | DNF     | DNF   |
| Гигантский слалом | Франческа Марсалья | 1:21,63                   | 26                        | 1:18,29         | 4               | 2:39,92 | 16    |
| Слалом            | Киара Костацца     | 57,32                     | 25                        | DNF             | DNF             | DNF     | DNF   |
| Слалом            | Федерика Бриньоне  | 56,98                     | 22                        | DNF             | DNF             | DNF     | DNF   |

### Конькобежный спорт
Спортсменов — 6
Мужчины
Индивидуальные гонки
| Соревнование | Спортсмены        | 1 попытка | 1 попытка | 2 попытка | 2 попытка | Результат | Место |
| Соревнование | Спортсмены        | Результат | Место     | Результат | Место     | Результат | Место |
| ------------ | ----------------- | --------- | --------- | --------- | --------- | --------- | ----- |
| 500 метров   | Давид Боза        | 35,63     | 32        | 35,64     | 31        | 71,28     | 31    |
| 500 метров   | Мирко Ненци       | 35,56     | 29        | 35,51     | 25        | 71,07     | 28    |
| 1000 метров  | Мирко Ненци       |           |           |           |           | 1:10,32   | 25    |
| 1500 метров  | Мирко Ненци       |           |           |           |           | 1:47,48   | 17    |
| 1500 метров  | Маттео Анези      |           |           |           |           | 1:50,59   | 39    |
| 5000 метров  | Андреа Джованнини |           |           |           |           | 6:30,84   | 17    |

Женщины
Индивидуальные гонки
| Соревнование | Спортсмены              | 1 попытка | 1 попытка | 2 попытка | 2 попытка | Результат | Место |
| Соревнование | Спортсмены              | Результат | Место     | Результат | Место     | Результат | Место |
| ------------ | ----------------------- | --------- | --------- | --------- | --------- | --------- | ----- |
| 500 метров   | Ивонн Дальдосси         | 39,30     | 29        | 39,34     | 31        | 78,64     | 30    |
| 3000 метров  | Франческа Лоллобриджида |           |           |           |           | 4:16,52   | 23    |

### Лыжные гонки
Мужчины
Дистанционные гонки
| Соревнование              | Спортсмены           | Результат | Место |
| ------------------------- | -------------------- | --------- | ----- |
| 15 км классическим стилем | Дитмар Нёклер        | 41:11,9   | 32    |
| 15 км классическим стилем | Фабио Пазини         | 42:42,3   | 48    |
| 15 км классическим стилем | Маттия Пеллегрин     | 41:20,1   | 36    |
| Скиатлон 15+15 км         | Франческо Де Фабиани | 1:10:10,7 | 22    |
| Скиатлон 15+15 км         | Джорджо Ди Чента     | 1:08:43,7 | 12    |
| Скиатлон 15+15 км         | Роланд Клара         | 1:10:56,3 | 30    |
| Масс-старт 50 км          | Роланд Клара         | 1:47:28,6 | 11    |
| Масс-старт 50 км          | Франческо Де Фабиани | 1:47:51,8 | 25    |
| Масс-старт 50 км          | Давид Хофер          | 1:47:35,7 | 16    |
| Эстафета 4×10 км          |                      |           |       |

Спринт
| Соревнование    | Спортсмены                       | Квалификация | Квалификация | Четвертьфинал | Четвертьфинал | Полуфинал | Полуфинал | Финал     | Финал     | Итоговое место |
| Соревнование    | Спортсмены                       | Результат    | Место        | Результат     | Место         | Результат | Место     | Результат | Место     | Итоговое место |
| --------------- | -------------------------------- | ------------ | ------------ | ------------- | ------------- | --------- | --------- | --------- | --------- | -------------- |
| Спринт          | Давид Хофер                      | 3:35,68      | 18           | 3:44,87       | Не прошёл     |           |           |           |           | 15             |
| Спринт          | Дитмар Нёклер                    | 3:40,27      | 37           | Не прошёл     | Не прошёл     | Не прошёл | Не прошёл | Не прошёл | Не прошёл | 37             |
| Спринт          | Энрико Ницци                     | 3:40,89      | 44           | Не прошёл     | Не прошёл     | Не прошёл | Не прошёл | Не прошёл | Не прошёл | 44             |
| Спринт          | Федерико Пеллегрино              | 3:30,38      | 3            | 3:43,97       | К             | 3:55,99   | Не прошёл |           |           | 11             |
| Командный принт | Фабио Пазини Федерико Пеллегрино |              |              |               |               |           |           |           |           |                |

Женщины
Дистанционные гонки
| Соревнование              | Спортсмены                    | Результат | Место |
| ------------------------- | ----------------------------- | --------- | ----- |
| 10 км классическим стилем | Элиза БрокарИлариа Дебертолис | 31:28,0   | 40    |
| 10 км классическим стилем | Марина Пиллер                 | 31:07,6   | 31    |
| Скиатлон 7,5+7,5 км       | Дебора Агрейтер               | 41:04,8   | 30    |
| Скиатлон 7,5+7,5 км       | Вирджиния Де Мартин Топранин  | 42:17,6   | 44    |
| Скиатлон 7,5+7,5 км       | Элиза Брокар                  | 41:12,6   | 32    |
| Скиатлон 7,5+7,5 км       | Марина Пиллер                 | 40:14,0   | 16    |
| Масс-старт 30 км          | Дебора Агрейтер               | 1:12:58,5 | 16    |
| Масс-старт 30 км          | Элиза Брокар                  | 1:12:42,0 | 13    |
| Масс-старт 30 км          | Марина Пиллер                 | 1:14:44,7 | 25    |

Спринт
| Соревнование     | Спортсмены                                    | Квалификация | Квалификация | Четвертьфинал | Четвертьфинал | Полуфинал | Полуфинал | Финал     | Финал | Итоговое место |
| Соревнование     | Спортсмены                                    | Результат    | Место        | Результат     | Место         | Результат | Место     | Результат | Место | Итоговое место |
| ---------------- | --------------------------------------------- | ------------ | ------------ | ------------- | ------------- | --------- | --------- | --------- | ----- | -------------- |
| Спринт           | Элиза Брокар                                  |              |              |               |               |           |           |           |       |                |
| Спринт           | Илариа Дебертолис                             |              |              |               |               |           |           |           |       |                |
| Спринт           | Марина Пиллер                                 |              |              |               |               |           |           |           |       |                |
| Спринт           | Гайа Вуэрик                                   |              |              |               |               |           |           |           |       |                |
| Командный спринт | Илариа Дебертолис Грета Лаурент Марина Пиллер |              |              |               |               |           |           |           |       |                |

### Прыжки с трамплина
| Соревнование        | Спортсмены          | Квалификация | Квалификация | Финал               | Финал               | Финал               | Финал               | Финал               | Финал               |
| Соревнование        | Спортсмены          | Результат    | Место        | 1 прыжок            | 1 прыжок            | 2 прыжок            | 2 прыжок            | Всего               | Место               |
| Соревнование        | Спортсмены          | Результат    | Место        | Результат           | Место               | Результат           | Место               | Всего               | Место               |
| ------------------- | ------------------- | ------------ | ------------ | ------------------- | ------------------- | ------------------- | ------------------- | ------------------- | ------------------- |
| Нормальный трамплин | Давиде Брезадола    | 104.3        | 38           | Дисквалифицирован   | Дисквалифицирован   | Не квалифицировался | Не квалифицировался | Не квалифицировался | Не квалифицировался |
| Нормальный трамплин | Себастьян Коллоредо | 116.9        | 11           | 118.9               | 29                  | 113.7               | 27                  | 232.6               | 28                  |
| Нормальный трамплин | Роберто Делласега   | 98.4         | 43           | Не квалифицировался | Не квалифицировался | Не квалифицировался | Не квалифицировался | Не квалифицировался | Не квалифицировался |
| Большой трамплин    | Давиде Брезадола    |              |              |                     |                     |                     |                     |                     |                     |
| Большой трамплин    | Себастьян Коллоредо |              |              |                     |                     |                     |                     |                     |                     |
| Большой трамплин    | Роберто Делласега   |              |              |                     |                     |                     |                     |                     |                     |

Женщины
| Нормальный трамплин | Эвелин Инсам       |  |  |  |  |  |  |
| Нормальный трамплин | Элена Рунггальдиер |  |  |  |  |  |  |

### Санный спорт
Мужчины
| Соревнование | Спортсмены                        | 1 заезд   | 1 заезд | 2 заезд   | 2 заезд | 3 заезд   | 3 заезд | 4 заезд   | 4 заезд | Итоговый результат | Итоговое место |
| Соревнование | Спортсмены                        | Результат | Место   | Результат | Место   | Результат | Место   | Результат | Место   | Итоговый результат | Итоговое место |
| ------------ | --------------------------------- | --------- | ------- | --------- | ------- | --------- | ------- | --------- | ------- | ------------------ | -------------- |
| Одиночки     | Доминик Фишналлер                 |           |         |           |         |           |         |           |         |                    |                |
| Одиночки     | Эмануэль Ридер                    |           |         |           |         |           |         |           |         |                    |                |
| Одиночки     | Армин Цоггелер                    |           |         |           |         |           |         |           |         |                    |                |
| Двойки       | Патрик Грубер Кристиан Оберштольц |           |         |           |         |           |         |           |         |                    |                |
| Двойки       | Патрик Растнер Людвиг Ридер       |           |         |           |         |           |         |           |         |                    |                |

Женщины
| Соревнование | Спортсмены       | 1 заезд   | 1 заезд | 2 заезд   | 2 заезд | 3 заезд   | 3 заезд | 4 заезд   | 4 заезд | Итоговый результат | Итоговое место |
| Соревнование | Спортсмены       | Результат | Место   | Результат | Место   | Результат | Место   | Результат | Место   | Итоговый результат | Итоговое место |
| ------------ | ---------------- | --------- | ------- | --------- | ------- | --------- | ------- | --------- | ------- | ------------------ | -------------- |
| Одиночки     | Сандра Гаспарини |           |         |           |         |           |         |           |         |                    |                |
| Одиночки     | Сандра Робачер   |           |         |           |         |           |         |           |         |                    |                |
| Одиночки     | Андреа Вёттер    |           |         |           |         |           |         |           |         |                    |                |

Смешанные команды
| Соревнование | Спортсмены | Женщины   | Женщины | Мужчины   | Мужчины | Двойки    | Двойки | Итоговый результат | Итоговое место |
| Соревнование | Спортсмены | Результат | Место   | Результат | Место   | Результат | Место  | Итоговый результат | Итоговое место |
| ------------ | ---------- | --------- | ------- | --------- | ------- | --------- | ------ | ------------------ | -------------- |
| Эстафета     |            |           |         |           |         |           |        |                    |                |

### Скелетон
Мужчины
| Соревнование | Спортсмены     | 1 заезд   | 1 заезд | 2 заезд   | 2 заезд | 3 заезд   | 3 заезд | 4 заезд   | 4 заезд | Итоговый результат | Итоговое место |
| Соревнование | Спортсмены     | Результат | Место   | Результат | Место   | Результат | Место   | Результат | Место   | Итоговый результат | Итоговое место |
| ------------ | -------------- | --------- | ------- | --------- | ------- | --------- | ------- | --------- | ------- | ------------------ | -------------- |
| Мужчины      | Маурицио Ойоли |           |         |           |         |           |         |           |         |                    |                |

### Сноуборд
Бордеркросс
| Соревнование | Спортсмены         | Квалификация | Квалификация | 1/8 финала | Четвертьфинал | Полуфинал | Финал | Место |
| Соревнование | Спортсмены         | Результат    | Место        | 1/8 финала | Четвертьфинал | Полуфинал | Финал | Место |
| ------------ | ------------------ | ------------ | ------------ | ---------- | ------------- | --------- | ----- | ----- |
| Мужчины      | Томмазо Леони      |              |              |            |               |           |       |       |
| Мужчины      | Лука Маттеотти     |              |              |            |               |           |       |       |
| Мужчины      | Эмануэль Ператонер |              |              |            |               |           |       |       |
| Мужчины      | Омар Визинтин      |              |              |            |               |           |       |       |
| Женщины      | Раффаэлла Брутто   |              |              |            |               |           |       |       |
| Женщины      | Микела Мойоли      |              |              |            |               |           |       |       |

Параллельный гигантский слалом
| Соревнование | Спортсмены         | Квалификация | Квалификация | Квалификация | Квалификация | 1/8 финала         | Четвертьфинал      | Полуфинал          | Финал              | Место |
| Соревнование | Спортсмены         | 1 спуск      | 2 спуск      | Всего        | Место        | Соперник Результат | Соперник Результат | Соперник Результат | Соперник Результат | Место |
| ------------ | ------------------ | ------------ | ------------ | ------------ | ------------ | ------------------ | ------------------ | ------------------ | ------------------ | ----- |
| Мужчины      | Майнхард Эрлахер   |              |              |              |              |                    |                    |                    |                    |       |
| Мужчины      | Роланд Фишналлер   |              |              |              |              |                    |                    |                    |                    |       |
| Мужчины      | Аарон Марк         |              |              |              |              |                    |                    |                    |                    |       |
| Мужчины      | Кристоф Мик        |              |              |              |              |                    |                    |                    |                    |       |
| Женщины      | Надя Охнер         |              |              |              |              |                    |                    |                    |                    |       |
| Женщины      | Коринна Баккаччини |              |              |              |              |                    |                    |                    |                    |       |

Параллельный слалом
| Соревнование | Спортсмены         | Квалификация | Квалификация | Квалификация | Квалификация | 1/8 финала         | Четвертьфинал      | Полуфинал          | Финал              | Место |
| Соревнование | Спортсмены         | 1 спуск      | 2 спуск      | Всего        | Место        | Соперник Результат | Соперник Результат | Соперник Результат | Соперник Результат | Место |
| ------------ | ------------------ | ------------ | ------------ | ------------ | ------------ | ------------------ | ------------------ | ------------------ | ------------------ | ----- |
| Мужчины      | Майнхард Эрлахер   |              |              |              |              |                    |                    |                    |                    |       |
| Мужчины      | Роланд Фишналлер   |              |              |              |              |                    |                    |                    |                    |       |
| Мужчины      | Аарон Марк         |              |              |              |              |                    |                    |                    |                    |       |
| Мужчины      | Кристоф Мик        |              |              |              |              |                    |                    |                    |                    |       |
| Женщины      | Надя Охнер         |              |              |              |              |                    |                    |                    |                    |       |
| Женщины      | Коринна Баккаччини |              |              |              |              |                    |                    |                    |                    |       |

### Фигурное катание
Спортсменов — 11
| Соревнование              | Спортсмены                           | Короткая программа | Короткая программа | Произвольная программа | Произвольная программа | Всего     | Всего |
| Соревнование              | Спортсмены                           | Результат          | Место              | Результат              | Место                  | Результат | Место |
| ------------------------- | ------------------------------------ | ------------------ | ------------------ | ---------------------- | ---------------------- | --------- | ----- |
| Мужское одиночное катание | Пол Бонифацио Паркинсон              | 56,30              | 27                 | -                      | -                      | 56,30     | 27    |
| Женское одиночное катание | Каролина Костнер                     | 74,12              | 3                  | 142,61                 | 4                      | 216,73    | 3     |
| Женское одиночное катание | Валентина Маркеи                     | 57,02              | 12                 | 116,31                 | 10                     | 173,33    | 11    |
| Парное катание            | Стефания Бертон / Ондржей Готарек    | 63,57              | 11                 | 115,51                 | 10                     | 179,08    | 11    |
| Парное катание            | Николь Делла Моника / Маттео Гуаризе | 51,64              | 16                 | 86,22                  | 16                     | 137,86    | 16    |
| Танцы на льду             | Анна Каппеллини / Лука Ланотте       | 67,58              | 6                  | 101,92                 | 7                      | 169,50    | 6     |
| Танцы на льду             | Шарлен Гиньяр / Марко Фаббри         | 58,14              | 15                 | 86,68                  | 14                     | 144,78    | 14    |

Командные соревнования
| Соревнование           | Спортсмены                                                | Короткая программа      | Короткая программа      | Короткая программа      | Короткая программа      | Произвольная программа   | Произвольная программа   | Произвольная программа   | Произвольная программа  | Всего     | Всего   |
| Соревнование           | Спортсмены                                                | Мужчины                 | Женщины                 | Пары                    | Танцы                   | Мужчины                  | Женщины                  | Пары                     | Танцы                   | Результат | Место   |
| ---------------------- | --------------------------------------------------------- | ----------------------- | ----------------------- | ----------------------- | ----------------------- | ------------------------ | ------------------------ | ------------------------ | ----------------------- | --------- | ------- |
| Командные соревнования | Пол Бонифацио Паркинсон Стефания Бертон / Ондржей Готарек | 53,94 10-е место 1 очко | 70,84 2-е место 9 очков | 70,31 4-е место 7 очков | 64,92 5-е место 6 очков | 121,23 10-е место 1 очко | 112.51 3-е место 8 очков | 120,82 3-е место 8 очков | 81,25 4-е место 7 очков | 52 балла  | 4 место |

### Фристайл
Могул
| Соревнование | Спортсмены     | Квалификация 1 | Квалификация 1 | Квалификация 1 | Квалификация 2 | Квалификация 2 | Квалификация 2 | Финал | Финал | Финал |
| Соревнование | Спортсмены     | Время          | Очки           | Место          | Время          | Очки           | Место          | Время | Очки  | Место |
| ------------ | -------------- | -------------- | -------------- | -------------- | -------------- | -------------- | -------------- | ----- | ----- | ----- |
| Мужчины      | Джакомо Матиц  |                |                |                |                |                |                |       |       |       |
| Женщины      | Дебора Сканцио | 30,56          | 20,02          | 13             |                |                |                |       |       |       |

Слоупстайл
| Соревнование | Спортсмены       | Квалификация | Квалификация | Квалификация | Квалификация | Финал     | Финал     | Финал  | Финал |
| Соревнование | Спортсмены       | 1 попытка    | 2 попытка    | Лучшая       | Место        | 1 попытка | 2 попытка | Лучшая | Место |
| ------------ | ---------------- | ------------ | ------------ | ------------ | ------------ | --------- | --------- | ------ | ----- |
| Мужчины      | Маркус Эдер      |              |              |              |              |           |           |        |       |
| Женщины      | Сильвия Бертанья |              |              |              |              |           |           |        |       |

### Шорт-трек
Мужчины
| Соревнование | Спортсмены                                                                      | Отборочный раунд | Отборочный раунд | Четвертьфинал | Четвертьфинал | Полуфинал | Полуфинал | Финал    | Финал     | Финал | Итоговое место |
| Соревнование | Спортсмены                                                                      | Результат        | Место            | Результат     | Место         | Результат | Место     | Название | Результат | Место | Итоговое место |
| ------------ | ------------------------------------------------------------------------------- | ---------------- | ---------------- | ------------- | ------------- | --------- | --------- | -------- | --------- | ----- | -------------- |
| 500 метров   | Юри Конфортола                                                                  |                  |                  |               |               |           |           |          |           |       |                |
| 500 метров   | Томмазо Дотти                                                                   |                  |                  |               |               |           |           |          |           |       |                |
| 1000 метров  | Юри Конфортола                                                                  |                  |                  |               |               |           |           |          |           |       |                |
| 1500 метров  | Юри Конфортола                                                                  |                  |                  |               |               |           |           |          |           |       |                |
| 1500 метров  | Томмазо Дотти                                                                   |                  |                  |               |               |           |           |          |           |       |                |
| Эстафета     | Юри Конфортола Томмазо Дотти Антони Лобелло-мл. Никола Родигари Давиде Вискарди |                  |                  |               |               |           |           |          |           |       |                |

Женщины
| Соревнование | Спортсмены                                                                    | Отборочный раунд | Отборочный раунд | Четвертьфинал | Четвертьфинал | Полуфинал | Полуфинал | Финал    | Финал     | Финал | Итоговое место |
| Соревнование | Спортсмены                                                                    | Результат        | Место            | Результат     | Место         | Результат | Место     | Название | Результат | Место | Итоговое место |
| ------------ | ----------------------------------------------------------------------------- | ---------------- | ---------------- | ------------- | ------------- | --------- | --------- | -------- | --------- | ----- | -------------- |
| 500 метров   | Арианна Фонтана                                                               |                  |                  |               |               |           |           |          |           |       |                |
| 500 метров   | Мартина Вальчепина                                                            |                  |                  |               |               |           |           |          |           |       |                |
| 500 метров   | Элена Вивиани                                                                 |                  |                  |               |               |           |           |          |           |       |                |
| 1000 метров  | Арианна Фонтана                                                               |                  |                  |               |               |           |           |          |           |       |                |
| 1000 метров  | Мартина Вальчепина                                                            |                  |                  |               |               |           |           |          |           |       |                |
| 1000 метров  | Элена Вивиани                                                                 |                  |                  |               |               |           |           |          |           |       |                |
| 1500 метров  | Арианна Фонтана                                                               |                  |                  |               |               |           |           |          |           |       |                |
| 1500 метров  | Лючия Перетти                                                                 |                  |                  |               |               |           |           |          |           |       |                |
| 1500 метров  | Мартина Вальчепина                                                            |                  |                  |               |               |           |           |          |           |       |                |
| Эстафета     | Арианна Фонтана Чечилия Маффей Лючия Перетти Мартина Вальчепина Элена Вивиани |                  |                  |               |               |           |           |          |           |       |                |